# 小头风毛菊
小头风毛菊（学名：Saussurea crispa）为菊科风毛菊属的植物。分布于老挝、尼泊尔、印度、泰国、缅甸、越南以及中国大陆的贵州、西藏、云南等地，生长于海拔200米至2,750米的地区，见于山坡草地、山谷密林下和林缘，目前尚未由人工引种栽培。